# Tempus Fugit
Tempus Fugit je osmé řadové album kapely Törr. Do kapely přišli v srpnu po neshodách s Vlastou Henychem David Hradílek a Tomáš Eisler. V září 2011 došlo ke změně sestavy, přišel Jan "Bart" Bartoš a kapela se tak změnila opět na tříčlenný soubor.

## Seznam skladeb
1. Až mě všichni naserou
2. Básníci doby
3. Černej den
4. Zoufalá
5. Já neubráním se
6. Prošel jsi peklem
7. Sraženej dole
8. Tak vejdi
9. To smrt jsem já
10. Prokletí zrádců
11. Tempus Fugit
12. Jdu za svou vírou
13. Zatracenej

## Album bylo nahráno ve složení
- Ota Hereš – kytara, zpěv
- Jan "Bart" Bartoš – baskytara, zpěv
- Radek Sladký – bicí